# Lebu
Lebu is een gemeente in de Chileense provincie Arauco in de regio Biobío. Lebu telde 25.522 inwoners in 2017 en heeft een oppervlakte van 561 km².

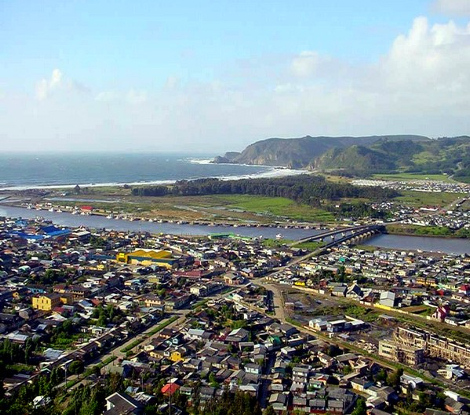
Lebu

- Bibliothèque nationale de France: cb13172860r (data)
- Nationale Bibliotheek van Israël: 987007542756405171
- Virtual International Authority File: 125659029